# Skolity
Skolity (niem. Schlitt) – wieś warmińska w Polsce położona w województwie warmińsko-mazurskim, w powiecie olsztyńskim, w gminie Świątki.
W latach 1975–1998 miejscowość administracyjnie należała do województwa olsztyńskiego.
We wsi znajduje się zabytkowy kościół parafialny pw. Narodzenia Najświętszej Marii Panny. Jest to długa budowla jednonawowa z pseudogotyckim chórem i transeptem (1907). Nawa wzniesiona po pożarze z 1708 r. na miejscu dwu wcześniejszych budowli, w zachodniej części oszkarpowana, transept i prezbiterium neogotyckie, dobudowane w latach 1907-1911. Nowy kościół konsekrowano w 1709 r. Wieża z 1709 w dolnej części o konstrukcji słupowej, szalowana. Strop we wnętrzu świątyni z polichromią (1753-1763), wykonana przez Ferdynanda Guillerepsa z Dobrego Miasta. Ołtarz główny w stylu barokowym z 1684 r., z obrazem Adoracji Matki Boskiej z Dzieciątkiem przez grupę świętych. Obraz namalowany prawdopodobnie przez Jerzego Pipera z Lidzbarka Warmińskiego. W kościele znajduje się także zabytkowy, renesansowy tryptyk z 1557 r., ufundowany przez kanonika warmińskiego Jana Hanowa.
Nieopodal wsi znajduje się Jezioro Skolity. 